# Marie Ohlsson
Anna Marie Ohlsson, tidigare Lundh, född 3 april 1980 i Frösö församling, är en svensk orienterare och skidorienterare. Vid 2009 års världsmästerskap i skidorientering ingick hon tillsammans med Helene Söderlund och Josefine Engström i det svenska lag som vann guld i damstafetten.

### Fotnoter
1. ↑  ”Svenska cupen i skidorientering 2009”. Jämtlands Nyby. 15 januari 2009. http://jamtlandsnyby.se/2009/01/15/svenska-cupen-i-skidorientering-2009/.
2. ↑  Sveriges befolkning 2000.
3. ↑  ”Ski-WOC2009 World Ski Orienteering Championships” (på engelska). Rusutsu 2009. 14 mars 2009. http://www.orienteering.or.jp/swoc2009/en/. Läst 8 mars 2009.